# Клаф, Найджел
На́йджел Го́вард Клаф (англ. Nigel Howard Clough; родился 19 марта 1966 года в Сандерленде, Тайн и Уир) — английский футболист и футбольный тренер. Играл на позициях нападающего и полузащитника. С 1989 по 1993 годы сыграл 14 матчей за национальную сборную Англии, в её составе был участником чемпионата Европы 1992 года. После завершения карьеры игрока был главным тренером клубов «Бертон Альбион», «Дерби Каунти» и «Шеффилд Юнайтед».

## Биография
Найджел — младший сын знаменитого английского футболиста и тренера Брайана Клафа, наиболее известного по работе с клубом «Ноттингем Форест», с которым он два раза подряд выиграл Кубок европейских чемпионов. Найджел пошёл по стопам отца и связал свою жизнь с футболом. После окончания школы он стал профессиональным футболистом, подписав контракт с «Ноттингем Форест», который в то время тренировал его отец.
Лишь в сезоне 1986/1987 Найджел закрепился в основном составе команды и стал её лучшим бомбардиром с 14 голами, забитыми в Первом дивизионе Футбольной лиги. Во второй половине 1980-х Найджел Клаф был ключевым игроком ноттингемцев, регулярно играл за молодёжную сборную Англии, а в 1989 году был приглашён и в первую сборную. Дважды, в 1989 и 1990 годах, Клаф в составе «Ноттингем Форест» выигрывал Кубок Футбольной лиги, в 1991 помог команде дойти до финала Кубка Англии.
После вылета «Ноттингем Форест» из Премьер-лиги и ухода его отца из футбола в 1993 году Найджел Клаф перешёл в «Ливерпуль», заплативший за его переход 2 миллиона фунтов. В Ливерпуле на Клафа возлагались большие надежды, предполагалось, что он составит пару нападающих с Ианом Рашем. Болельщики надеялись, что в лице Клафа они получили нового Кенни Далглиша. Найджел хорошо начал сезон в составе «Ливерпуля», забив по голу в первых двух матчах за новый клуб, однако после его крайне невыразительной игры в матче с «Эвертоном», закончившейся поражением «Ливерпуля» со счётом 2:0, тренер «красных», Грэм Сунесс, заменил Клафа молодым и талантливым Робби Фаулером. Позже Клаф был переведён Сунессом в полузащиту и довольно успешно заиграл на новой для себя позиции.
В 1994 году Сунесса на посту тренера «Ливерпуля» сменил Рой Эванс, который не видел для Клафа места в основном составе. В январе 1996 года Клаф перешёл за полтора миллиона фунтов в «Манчестер Сити». Он доиграл остаток сезона в основном составе «горожан», но не смог помочь команде удержаться в Премьер-лиге. Команда находилась в глубоком кризисе, а сам Клаф был не в лучшей форме, особенно после полученной травмы. В декабре 1996 года он был отдан в аренду своей первой команде, «Ноттингем Форест», но ничем особым не отметился, забив лишь однажды в 13 матчах за клуб. В 1997 году Клаф был отдан «Шеффилд Уэнсдей» в аренду, вновь не сумев заиграть на прежнем уровне и сыграв лишь один матч, последний для него в Премьер-лиге. После вылета «Манчестер Сити» во второй дивизион в 1998 году Клаф стал свободным агентом и в 32 года принял решение уйти из большого футбола.
В октябре 1998 года Клаф стал играющим тренером клуба «Бертон Альбион», выступавшего в Южной Премьер-лиге. Первый сезон в качестве тренера завершился для Клафа неудачно — его клуб занял лишь 13 место, однако в двух последующих сезонах «Бертон Альбион» финишировал вторым, а после перевода команды в Северную Премьер-лигу с первой попытки выиграл этот турнир и попал в Национальную конференцию. В 2006 году команда Клафа сотворила сенсацию в Кубке Англии, отстояв ничейный счёт в матче с «Манчестер Юнайтед», хотя в переигровке «манкунианцы» разгромили скромный «Бертон Альбион» со счётом 5:0. До 42 лет Клаф заявлял себя на турнир в качестве игрока, хотя играл довольно редко, в последний раз он выходил на поле в октябре 2008 года на позиции флангового защитника.
В сезоне 2008/2009 «Бертон» показал великолепные результаты, одержав 11 побед подряд и заняв первое место, пробился во вторую лигу, но уже без Клафа, который в середине сезона, 5 января 2009 года, был назначен главным тренером клуба «Дерби Каунти» из Чемпионата Футбольной лиги. Этот клуб на протяжении шести сезонов тренировал отец Найджела, Брайан Клаф, который вывел команду из второго дивизиона и привёл к победе в чемпионате Англии 1972 года.

## Статистика выступлений
| Клуб                        | Сезон                       | Лига | Лига | Кубок Англии | Кубок Англии | Кубок лиги | Кубок лиги | Прочие | Прочие | Итого | Итого |
| Клуб                        | Сезон                       | Игры | Голы | Игры         | Голы         | Игры       | Голы       | Игры   | Голы   | Игры  | Голы  |
| --------------------------- | --------------------------- | ---- | ---- | ------------ | ------------ | ---------- | ---------- | ------ | ------ | ----- | ----- |
| Ноттингем Форест            | 1984/85                     | 9    | 1    | 0            | 0            | 0          | 0          | 1      | 0      | 10    | 1     |
| Ноттингем Форест            | 1985/86                     | 39   | 15   | 2            | 0            | 4          | 3          | 2      | 0      | 47    | 18    |
| Ноттингем Форест            | 1986/87                     | 42   | 14   | 1            | 0            | 6          | 2          | 1      | 1      | 50    | 17    |
| Ноттингем Форест            | 1987/88                     | 34   | 19   | 3            | 1            | 3          | 2          | 1      | 0      | 41    | 22    |
| Ноттингем Форест            | 1988/89                     | 36   | 14   | 5            | 0            | 8          | 7          | 5      | 0      | 54    | 21    |
| Ноттингем Форест            | 1989/90                     | 38   | 9    | 1            | 0            | 10         | 3          | 3      | 0      | 52    | 12    |
| Ноттингем Форест            | 1990/91                     | 37   | 14   | 10           | 2            | 3          | 3          | 2      | 1      | 52    | 20    |
| Ноттингем Форест            | 1991/92                     | 34   | 5    | 3            | 2            | 7          | 1          | 5      | 0      | 49    | 8     |
| Ноттингем Форест            | 1992/93                     | 42   | 10   | 4            | 1            | 5          | 1          | 1      | 0      | 52    | 12    |
| Ноттингем Форест            | Итого                       | 311  | 101  | 29           | 6            | 46         | 22         | 21     | 2      | 407   | 131   |
| Ливерпуль                   | 1993/94                     | 27   | 7    | 2            | 0            | 2          | 1          | 0      | 0      | 31    | 8     |
| Ливерпуль                   | 1994/95                     | 10   | 0    | 0            | 0            | 1          | 1          | 0      | 0      | 11    | 1     |
| Ливерпуль                   | 1995/96                     | 2    | 0    | 0            | 0            | 0          | 0          | 0      | 0      | 2     | 0     |
| Ливерпуль                   | Итого                       | 39   | 7    | 2            | 0            | 3          | 2          | 0      | 0      | 44    | 9     |
| Манчестер Сити              | 1995/96                     | 15   | 2    | 3            | 1            | 0          | 0          | 0      | 0      | 18    | 3     |
| Манчестер Сити              | 1996/97                     | 23   | 2    | 0            | 0            | 2          | 1          | 0      | 0      | 25    | 2     |
| Манчестер Сити              | 1997/98                     | 0    | 0    | 0            | 0            | 0          | 0          | 0      | 0      | 0     | 0     |
| Манчестер Сити              | Итого                       | 38   | 4    | 3            | 1            | 2          | 0          | 0      | 0      | 43    | 5     |
| Ноттингем Форест (аренда)   | 1996/97                     | 13   | 1    | 0            | 0            | 0          | 0          | 0      | 0      | 13    | 1     |
| Ноттингем Форест (аренда)   | Итого                       | 13   | 1    | 0            | 0            | 0          | 0          | 0      | 0      | 13    | 1     |
| Всего за «Ноттингем Форест» | Всего за «Ноттингем Форест» | 324  | 102  | 29           | 6            | 46         | 22         | 21     | 2      | 420   | 132   |
| Шеффилд Уэнсдей (аренда)    | 1997/98                     | 1    | 0    | 0            | 0            | 1          | 0          | 0      | 0      | 2     | 0     |
| Шеффилд Уэнсдей (аренда)    | Итого                       | 1    | 0    | 0            | 0            | 1          | 0          | 0      | 0      | 2     | 0     |
| Бертон Альбион              | 1998/99                     | 24   | 2    | 0            | 0            | -          | -          | 0      | 0      | 24    | 2     |
| Бертон Альбион              | 1999/00                     | 41   | 3    | 2            | 0            | -          | -          | 0      | 0      | 43    | 3     |
| Бертон Альбион              | 2000/01                     | 30   | 3    | 2            | 0            | -          | -          | 0      | 0      | 32    | 3     |
| Бертон Альбион              | 2001/02                     | 39   | 4    | 0            | 0            | -          | -          | 3      | 0      | 42    | 4     |
| Бертон Альбион              | 2002/03                     | 34   | 1    | 3            | 0            | -          | -          | 0      | 0      | 37    | 1     |
| Бертон Альбион              | 2003/04                     | 24   | 0    | 1            | 0            | -          | -          | 0      | 0      | 25    | 0     |
| Бертон Альбион              | 2004/05                     | 26   | 1    | 1            | 0            | -          | -          | 1      | 0      | 28    | 1     |
| Бертон Альбион              | 2005/06                     | 7    | 0    | 0            | 0            | -          | -          | 0      | 0      | 7     | 0     |
| Бертон Альбион              | 2006/07                     | 0    | 0    | 0            | 0            | -          | -          | 0      | 0      | 0     | 0     |
| Бертон Альбион              | 2007/08                     | 1    | 0    | 0            | 0            | -          | -          | 0      | 0      | 1     | 0     |
| Бертон Альбион              | Итого                       | 226  | 14   | 9            | 0            | 0          | 0          | 4      | 0      | 239   | 14    |
| Всего за карьеру            | Всего за карьеру            | 628  | 127  | 43           | 7            | 52         | 24         | 25     | 2      | 748   | 160   |